# Andesvliegramp
De Andesvliegramp was een vliegramp waarbij Fuerza Aérea Uruguaya vlucht 571 op 13 oktober 1972 neerstortte in de Andes. De ramp is bekend geworden door de boeken en verfilmingen van de verhalen van de overlevenden.
Van de 45 inzittenden van het Fairchild Hiller FH-227-vliegtuig overleefden 16 de ramp. Zij moesten na de crash gedurende 72 dagen zien te overleven in de ijskoude omgeving en moesten uiteindelijk zelfs het vlees van de overledenen eten om in leven te blijven.

## De vlucht en de crash
Een vlucht van de Uruguayaanse Luchtmacht met registratienummer 571 steeg op 12 oktober 1972 op van de internationale luchthaven van Carrasco. Aan boord waren 5 bemanningsleden en 40 leden van rugbyclub Old Christians van het Stella Maris College uit de Uruguayaanse hoofdstad Montevideo, dat onderweg was voor een wedstrijd in de Chileense hoofdstad Santiago. Door slecht bergweer was het vliegtuig echter gedwongen een nachtstop te maken bij Mendoza. De volgende dag, vrijdag de dertiende werd de reis voortgezet.
Al snel vloog de piloot door een bergpas. Daar zond hij een bericht naar de luchtverkeersleiding dat hij zich boven Curicó bevond en gereed was om af te dalen. Dit bleek later een fatale fout. Het toestel had een vliegplafond van ongeveer 9000 meter (29 500 voet) en kon daardoor niet rechtstreeks van Mendoza over de Andes naar Santiago vliegen, maar moest ten zuiden van Mendoza langs de Andes vliegen en vervolgens naar het westen in de richting van de bergen, door de bergpas (en zo door de bergen) om aan Chileense zijde van de Andes weer op te duiken ten zuiden van Curicó, waarna het vliegtuig verder in noordelijke richting moest gaan alvorens af te dalen naar Santiago na het passeren van Curicó. De pas was echter bedekt met wolken en de piloten konden niet op zicht vliegen maar moesten vertrouwen op de tijd die het normaal gesproken kostte om door de pas te vliegen. Hierbij hielden ze echter geen rekening met de luchtweerstand als gevolg van krachtige tegenwinden die de vaart van het vliegtuig vertraagden en daarmee de benodigde vliegtijd verlengden. De draai en afdaling werden daardoor te vroeg ingezet en het vliegtuig vloog zo recht op het centrale deel van de bergen af.
Daar de piloten niets konden zien in de mist, crashten ze kort daarop op een naamloze bergpiek, die later de naam Cerro Seler of Glaciar de las Lágrimas ("tranengletsjer") kreeg. Deze piek bevindt zich tussen de Cerro Sosneado en de vulkaan Tinguiririca in het afgelegen bergachtige grensgebied tussen Argentinië en Chili op 34° 45′ 54″ ZB, 70° 17′ 11″ WL. Het vliegtuig raakte de piek op ongeveer 4200 meter, waarbij de rechtervleugel afbrak, die daarop met zo'n kracht werd teruggeworpen dat deze de verticaal geplaatste staart deed afbreken en zo een gapend gat achterliet in de achterzijde van de vliegtuigromp. Daarop schampte het vliegtuig nog een tweede top, waarbij de linkervleugel werd afgerukt. De romp raakte de grond en gleed naar beneden over een steile berghelling, alvorens ze tot stilstand kwam in een sneeuwveld.

## Vervolg

### De eerste dagen
Van de 45 inzittenden stierven 12 direct bij de crash of kort daarna; vijf anderen waren gestorven bij het aanbreken van de volgende morgen en nog een stierf aan haar verwondingen op de achtste dag. De overgebleven 27 personen stonden er nu alleen voor in een zeer afgelegen gebied tijdens het wachten op hulp en moesten zien te overleven in de ijskoude bergomgeving. Van hen hadden velen zelf ook verwondingen opgelopen bij de crash, waaronder gebroken benen als gevolg van beknelling tussen de stoelen tijdens de crash. De overlevenden hadden niet de beschikking over geschikte kleding voor het koude klimaat of stijgijzers voor de ondergrond of bergbrillen om sneeuwblindheid te voorkomen (de 24-jarige Adolfo "Fito" Strauch wist wel een soort van zonnebril te maken door de zonnekleppen uit de pilootruimte te gebruiken). Een van de belangrijkste zaken die ontbraken waren echter medische voorraden. Aan boord waren alleen twee medische studenten, die aan boord bleven voor het leggen van geïmproviseerde spalken en het verbinden van wonden met materiaal dat was overgebleven van het vliegtuig.

### De zoektocht
Na drie dagen werden vanuit drie landen zoekteams uitgestuurd om het vermiste vliegtuig te traceren. Maar doordat het vliegtuig wit was en zich in de sneeuw bevond, was het vliegtuig bijna onmogelijk van bovenaf te zien. Na 8 dagen zoeken werd de speurtocht opgegeven. In het vliegtuig zelf hadden de overlevenden ondertussen een kleine transistorradio ontdekt, waarmee overlevende Roy Harley als eerste het nieuws hoorde dat de zoektocht was opgegeven tijdens hun elfde dag op de berg. Schrijver Piers Paul Read, die het boek Alive: The Story of the Andes Survivors schreef in 1974 op basis van interviews met de overlevenden, beschreef hun eerste momenten na het horen van dit nieuws (vertaling):

Na het horen van het nieuws begonnen de anderen die zich rond Roy hadden verzameld te snikken en bidden. Allemaal, behalve Parrado, die kalm omhoog keek naar de bergen die oprezen in het westen. Gustavo [Coco] Nicolich kwam uit het vliegtuig en, na het zien van hun gezichten, begreep hij wat ze hadden gehoord ... [Nicolich] klom door het gat in de muur van koffers en rugby-shirts, kroop naar de monding van de schemerige tunnel en keek naar de bedroefde gezichten die zich naar hem richtten. 'Hè jongens,' riep hij, 'er is toch wat goed nieuws! We hoorden het net op de radio. Ze hebben de zoektocht afgeblazen.' Binnen in het overvolle vliegtuig was het stil. Door de hopeloosheid van de hachelijke situatie die hen had omringd huilden ze. 'Waarom is dat goed nieuws?' schreeuwde Paez boos naar Nicholich. 'omdat het betekent,' zei [Nicholich], 'dat we hieruit gaan komen op onze eigen kracht.' De moed van deze ene jongen voorkwam een vloedstroom aan totale wanhoop. (pp.88-89, eerste editie)

### Voedsel en water
De overlevenden hadden de beschikking over slechts een kleine hoeveelheid eten: een paar chocoladerepen en andere snacks en een paar flessen wijn. In de dagen volgend op de crash verdeelden ze dit eten in zeer kleine porties om zo de mondvoorraad zo lang mogelijk te kunnen gebruiken. Fito bedacht een manier om sneeuw tot water te smelten door sneeuw op het metaal van enkele van de vliegtuigstoelen te leggen, waarna de sneeuw smolt door de zon en het water vervolgens in lege wijnflessen drupte.
Daar ze met 26 mensen waren daalde hun voorraad echter zeer snel. Daarnaast waren er geen planten of dieren op de besneeuwde berghelling. Dit bracht de groep uiteindelijk tot een moeilijk besluit: het eten van het vlees van de lichamen van hun overleden kameraden. Dit besluit viel erg zwaar daar veel van de gestorvenen voormalige klasgenoten en vrienden waren. Overlevende Nando Parrado schreef in 2006 over deze beslissing in zijn boek Miracle in the Andes: 72 Days on the Mountain and My Long Trek Home (vertaling):

Op grote hoogte is de behoefte van het lichaam aan calorieën astronomisch ... eerlijk gezegd stierven we van de honger, zonder de hoop om eten te vinden, maar groeide onze honger al snel zo verschrikkelijk ... weer en weer speurden we het vliegtuig af op zoek naar kruimels en stukjes. We probeerden stukjes leer die we van stukken bagage afsneden, hoewel we wisten dat de chemicaliën waarmee ze waren behandeld ons meer kwaad dan goed zouden doen. We scheurden de zetelkussens open in de hoop stro te vinden, maar vonden slechts oneetbaar stofferingsschuim ... Weer en weer kwam ik tot hetzelfde besluit: of we moesten onze eigen kleren opeten, maar verder was er niks dan aluminium, plastic, ijs en steen. (pp.94-95)

Alle passagiers waren rooms-katholiek, iets wat werd benadrukt door Piers Paul Read in zijn boek Alive. Volgens hem vergeleken sommigen het ritueel met de Heilige Mis. Anderen wilden aanvankelijk niet, maar na een paar dagen veranderden ze van mening nadat ze beseften dat het de enige manier was om te overleven.

### Lawine en expedities
Op 29 oktober, zestien dagen na de crash, vond er 's nachts een lawine plaats die het vliegtuig en de slapende mensen overdekte met een dikke laag sneeuw. Acht van hen overleefden dit niet.
Na de lawine beseften een aantal van de overlevenden dat er slechts een manier was om een kans te maken het te overleven; zelf over de bergen klimmen op zoek naar hulp. De co-piloot, die na de crash nog enkele dagen heeft geleefd dacht dat ze Curicó reeds waren gepasseerd en dat het Chileense platteland zich op slechts enkele kilometers ten westen van de crashlocatie moest bevinden. Enkele van de meest gezonde en sterkste overlevenden voerden daarop verschillende expedities uit op zoek naar de staart van het vliegtuig en hun vrienden, die uit het vliegtuig waren gevallen gedurende de crash. De lichamen van zes van hen werden tijdens een van deze tochten hoger op de berg gevonden. Veel mogelijke richtingen waren echter vanuit het oogpunt van de overlevenden voor zoektochten min of meer uitgesloten vanwege het feit dat het klimmen op de extreme hoogten zeer moeilijk was en voor langere expedities in de zware kou buiten geslapen moest worden, wat ze niet dachten te kunnen overleven.
Na een paar tochten werd de uiteindelijke groep gevormd, die bestond uit Nando Parrado, Roberto Canessa en Antonio "Tintin" Vizíntin. Omdat Roberto Canessa dit eiste, daalden Parrado en Canessa eerst met hun tweeën op de 15e november af naar het oosten de cordillera in, op zoek naar de staart. Op die dag overleed Arturo Nogueira aan de gevolgen van opgezwollen benen. Ze wisten de staart te vinden met daaromheen een aantal koffers in de sneeuw met daarin stukjes voedsel, een stripboek, kleren en sigaretten. Tintin ontdekte ook isolatiemateriaal, dat rondom pijpen was gewikkeld en die later de belangrijkste succesfactor bij hun ontsnapping bleken. Tijdens hun tocht overleed Rafael Echevarren in het vliegtuig.

### Radio
Meteen na de crash hadden de overlevenden natuurlijk geprobeerd om met de cockpitradio om hulp te roepen, maar de radio bleek geen stroom te hebben. De technicus van het vliegtuig had toen opgemerkt dat de accu's van de Fairchild zich in het ontbrekende staartdeel bevonden. Hij werd later gedood door de lawine.
Parrado en Canessa kwamen toen ze de staart van het vliegtuig vonden inderdaad ook de accu's tegen, maar deze waren veel te zwaar om terug te brengen naar het vliegtuig. Ze besloten daarom de radio dan maar naar de accu's te brengen. Beide mannen trokken daarop vergezeld van de jonge Roy Harley (die dan wel geen technicus was, maar wel iets van radio's wist), terug naar de staart. Na verschillende dagen te hebben geprutst aan het apparaat werd hen echter duidelijk dat de radio niet aan de praat zou worden gekregen en keerden ze terug naar het vliegtuig. De overlevenden wisten toen niet dat de radio niet op de accu's werkte (gelijkstroom), maar op wisselstroom..

### De slaapzak
Het werd de overlevenden nu duidelijk dat de enige manier om uit hun hachelijke situatie te komen een tocht over de bergen naar het westen zou worden. Maar omdat de temperaturen 's nachts daalden tot ver onder nul waren ze er zich ook van bewust dat zonder voldoende bescherming ze de nachten buiten niet zouden overleven. Op dat moment kwam iemand op het idee om een slaapzak te gebruiken.
Nando Parrado schreef vierendertig jaar later in zijn boek Miracle in the Andes: 72 Days on the Mountain and My Long Trek Home (vertaling):

De tweede uitdaging was ons te beschermen tegen blootstelling aan de kou, met name na zonsondergang. In deze tijd van het jaar konden we overdag temperaturen ruim boven nul verwachten, maar de nachten waren daarbij echter koud genoeg om ons te doden en we wisten nu dat we geen beschutting konden verwachten op de open hellingen. We moesten een manier vinden om de lange koude nachten te overleven zonder te bevriezen en de met watten gevulde stukken isolatie die we uit de staart hadden meegenomen brachten ons de oplossing ... terwijl we brainstormden over de reis, realiseerden we ons dat we de stukken aan elkaar konden naaien en zo een groot warm dekbed konden maken. Toen realiseerden we ons dat door het dekbed half om te vouwen en de naden dicht te stikken, we een geïsoleerde slaapzak konden maken, die groot genoeg was om in te slapen voor alle drie de expeditiedeelnemers. Met de warmte van drie lichamen afgesloten in het isolerende materiaal zouden we misschien in staat kunnen zijn om de koudste nachten door te komen.

Carlitos nam de uitdaging aan. Zijn moeder had hem geleerd te naaien toen hij nog een klein jongetje was en met de naalden en draad van een naaiset gevonden in zijn moeders beautycase, ging hij aan het werk ... om het proces te versnellen leerde Carlitos anderen hoe ze moesten naaien en we kwamen allemaal om de beurt ... C, Coche, Gustavo [Zerbino] en Fito bleken onze beste en snelste kleermakers te zijn. (pp.170-171)

Nadat de slaapzak was voltooid en nog een overlevende, Numa Turcatti, was overleden aan zijn verwondingen op 11 december, liet de aarzelende Canessa zich eindelijk overhalen om te vertrekken en de drie vertrokken daarop naar de bergen op 12 december. Een dag eerder maken de overlevenden echter nog een groot kruis van vliegtuigkoffers in de sneeuw.

### De tocht naar de top
Op 12 december 1972, bijna twee maanden na de crash, vertrokken Parrado, Canessa en Vizintín de berg naar het westen op. Parrado nam de leiding en moest vaak door de anderen worden geroepen om zijn snelheid te matigen, hoewel de trek naar boven in verband met de zwaartekracht en het lage zuurstofgehalte zwaar voor hen allemaal was. Hoewel het ook in de slaapzak nog erg koud was, wisten de mannen hierdoor de nachten te overleven.
Op de derde dag van hun trektocht bereikte Parrado als eerste de top van de berg. Voor hem zag hij bergen zo ver als het oog reikte. Door zijn ogen dacht hij een "Y-vorm" te zien in de verte en hij schatte in dat zich daarachter een weg uit de bergen moest bevinden, waardoor hij weigerde de hoop op te geven. Parrado en Canessa zagen wel in dat de beklimming meer energie zou kosten dan waar ze oorspronkelijk op gerekend hadden en ze zonden daarom Vizintín terug naar de locatie van de crash, omdat ze snel door hun mondvoorraden heen raakten. De terugtocht was volledig bergafwaarts en het kostte Vizintín dan ook slechts een uur om het vliegtuig weer te bereiken, waarbij hij gebruik maakte van een slee, die hij had gemaakt uit stukken van het vliegtuig.
Tijdens de tocht meenden de overlevenden bij het vliegtuigwrak op 15 december te horen dat hun kruis was opgemerkt door een Uruguayaanse Dakota C-47. Twee dagen later hoorden ze echter dat het waargenomen kruis er een was gemaakt door Argentijnse meteorologen.

### Redding en terugkeer

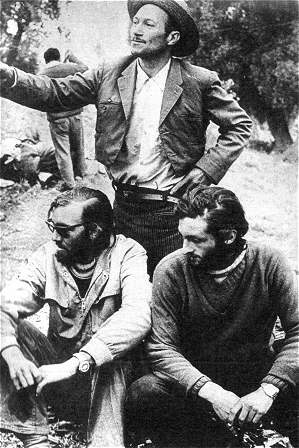
Fernando Parrado en Roberto Canessa met de Chileense huaso Sergio Catalan

Parrado en Canessa klommen gedurende een aantal dagen en bereikten toen het einde van de sneeuwgrens. Op de 18e december zagen ze plotseling aan de andere zijde van een berg een landschap met rivieren, bossen en vee. Op de negende avond gingen Parrado en Canessa even zitten om uit te rusten. Terwijl Parrado bezig was hout te verzamelen om een vuur te stoken, merkte Canessa plotseling iets dat op een man op een paard leek aan de andere zijde van de rivier en schreeuwde naar Parrado dat hij naar de oevers moest rennen. Het leek aanvankelijk dat Canessa zich iets had verbeeld, maar uiteindelijk zagen ze drie mannen te paard. Gescheiden van hen door de rivier probeerden Nando en Canessa hun situatie over te brengen naar de mannen, waarop een van de mannen, de Chileense huaso Sergio Catalan, hen "morgen!" leek toe te roepen. Op dat moment beseften ze dat ze zouden worden gered en gingen slapen bij de rivier. De volgende dag keerden de mannen terug met een papier dat ze aan een steen bevestigden, die ze naar de beide mannen gooiden. Parrado schreef hen over de vliegtuigneerstorting en gooide het papier met de steen weer terug. Catalan reed daarop op zijn paard voor vele uren alvorens de bewoonde wereld te bereiken, waar hij een reddingsteam met helikopters wist te verzamelen, die daarop naar de mannen kwamen. Nando werd gevraagd om terug te vliegen naar de berg om de helikopters naar de overgebleven overlevenden te leiden. Het nieuws dat er overlevenden waren van de vliegcrash bereikte ook de internationale pers en daarop kwam een stroom van verslaggevers naar het gebied op gang.
Op de volgende dag, 22 december 1972, hoorden de overgebleven overlevenden op de crashlocatie op de radio dat Parrado en Canessa hulp hadden weten te vinden en die middag arriveerde een helikopter met Parrado, een aantal reddingswerkers en twee Andinisten (Andes-alpinisten), die 6 van de overlevenden aan boord brachten. De helikopter steeg op en vertrok, terwijl de Andinisten bij de overgebleven overlevenden bleven tot de volgende helikopter zou aankomen. Daar het al laat was en 's nachts vliegen in de Andes te gevaarlijk was, bleef deze uit tot de volgende dag en waren de overgeblevenen gedwongen om nog een nacht door te brengen in het vliegtuigwrak. Bij het aanbreken van de dag op 23 december arriveerde de tweede helikopter, die ook de overgebleven overlevenden naar de bewoonde wereld bracht. Alle overlevenden werden naar ziekenhuizen in Santiago gebracht, waar ze werden behandeld voor hoogteziekte, uitdroging, bevriezing, gebroken botten, scheurbuik en ondervoeding.

### Nasleep
Toen ze werden gered, verklaarden de overlevenden aanvankelijk dat ze het hadden overleefd door kaas die ze bij zich droegen met de bedoeling om het werkelijke verhaal eerst thuis te vertellen in hun eigen gezinnen. Ze kwamen echter in de publiciteit door uitgelekte foto's en doordat ongeautoriseerde sensatieverhalen werden gepubliceerd. Dat ze de overledenen hadden gegeten werd nog niet verteld aan de pers.
Daarop hielden de overlevenden een persconferentie op 28 december op hun Stella Maris College, waar ze de gebeurtenissen van de 72 dagen vertelden. Uiteindelijk zouden enkelen hun medewerking verlenen aan twee boeken, twee films (onder andere Alive uit 1993) en een officiële website over de ramp.
Later keerden de redders terug naar de plaats van de ramp en begroeven de gestorvenen er onder een stapel stenen op ongeveer een halve kilometer van de crash. Op het graf werd midden tussen de stenen een ijzeren kruis geplaatst ter herdenking van de 29 doden en 16 overlevenden. Het wrak werd verbrand om nieuwsgierigen te weren. 